# Lauren Ambrose
Lauren Ambrose (New Haven, Connecticut, 1978. február 20. –) amerikai színész és filmszínész. Édesapja részéről olasz, édesanyja részéről amerikai, angol és ír felmenőkkel rendelkezik. Számos filmben és drámában szerepelt már.

## Életpályája
Lauren Anne D'Ambruoso néven született New Haven-ben, Connecticut-ban. Szülei: Frank D'Ambruoso vendéglátós és Anne belsőépítész. Édesapja felől olasz származású, édesanyja német, angol és ír felmenőkkel rendelkezik. Tanulmányait a Choate Rosemary Hall-ban, a Wilbur Cross High School-ban és a High School in the Community-ben valamint az ACES Educational Center-ben végezte el. Képzett operaénekesnő, aki a Boston University Tanglewood Intézetben tanulta az operát.
Egy New York-i színházban kezdte pályafutását, elsősorban Off-Broadway produkciókban. A korai pályafutása mellett televíziós megjelenések is szerepeltek, mint például az Esküdt ellenségek (1992-1998). Első filmje a Boldogító nem' (1997) volt, melyet egy középiskolás komédia, a Buli az élet (1998) követett. 2001-2005 között a Sírhant művekben szerepelt.
2006-ban debütált a Broadway-on az Awake and Sing című filmmel. 2007. júliusában jelent meg a Public Theatre Shakespeare-ban a Central Parkban lévő Delacorte Színházban, a Romeo és Juliet Parkban, nagy kritikai elismeréssel. Ophelia-ként szerepelt a 2008-as William Shakespeare: Hamlet rendezvényén.
2011-ben a Torchwood: Miracle Day 10 részéből 7-ben volt látható.

## Magánélete
2001. szeptemberében Sam Handel fényképésszel házasodott össze. Két gyermekük van.

## Filmjei
- Esküdt ellenségek (1992-1998)
- A boldogító nem (1997)
- Buli az élet (1998)
- Ötösfogat (1999)
- Tengerparti diliparti (2000)
- Sírhant művek (2001-2005)
- Testvérem versei (2004)
- Változó vizeken (2006)
- Lélekölő (2009)
- A bátyám cipőjében (2009)
- Kutya egy év (2009)
- A másik nő (2009)
- Ahol a vadak várnak (2009)
- Torchwood (2011)
- Gondolj rám (2011)
- Hippi-túra (2012)
- Fekete-fehér, igen-nem (2012)
- Különleges ügyosztály (2013)
- Az ősi prófécia (2015)
- X-akták (2016)

## Fordítás
- Ez a szócikk részben vagy egészben  a   Lauren Ambrose című angol Wikipédia-szócikk ezen változatának fordításán alapul.  Az eredeti cikk szerkesztőit annak laptörténete sorolja fel. Ez a jelzés csupán a megfogalmazás eredetét és a szerzői jogokat jelzi, nem szolgál a cikkben szereplő információk forrásmegjelöléseként.

## További információ
- Lauren Ambrose a PORT.hu-n (magyarul)
- Lauren Ambrose az Internetes Szinkronadatbázisban (magyarul)
- Lauren Ambrose az Internet Movie Database-ben (angolul)
- Lauren Ambrose a Rotten Tomatoeson (angolul)